# Cardiospermum oliveirae
Cardiospermum oliveirae är en kinesträdsväxtart som beskrevs av M.S. Ferrucci. Cardiospermum oliveirae ingår i släktet ballongrankor, och familjen kinesträdsväxter. Inga underarter finns listade i Catalogue of Life.